# Agatha Barbara

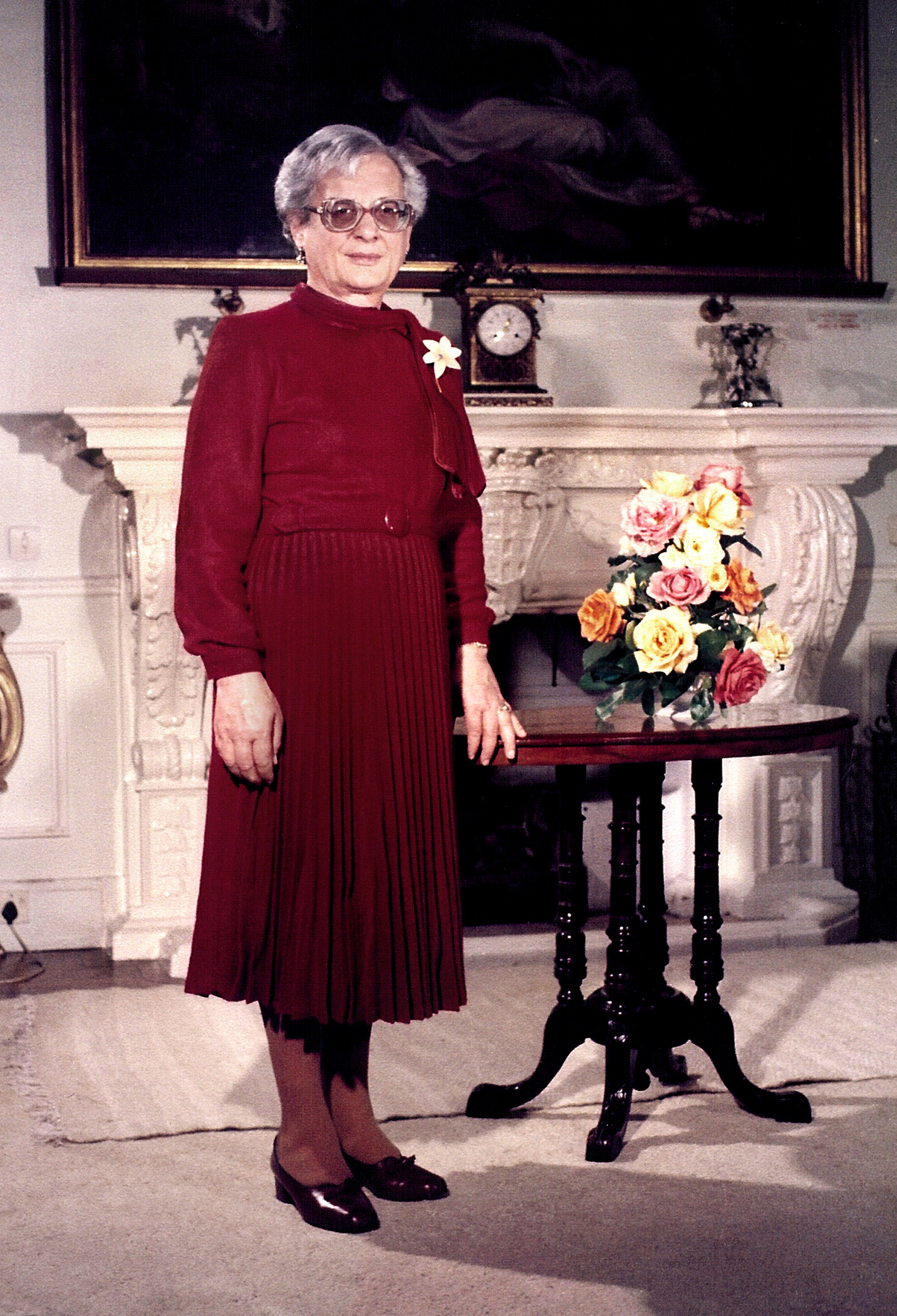
Agatha Barbara

Agatha Barbara (* 11. März 1923 in Żabbar; † 4. Februar 2002 ebenda) war eine maltesische Politikerin und von 1982 bis 1987 Präsidentin von Malta.

## Abgeordnete
Agatha Barbara arbeitete zunächst als Lehrerin. Nach dem Eintritt in die Labour Party 1946 kandidierte sie bereits 1947 bei den Parlamentswahlen.
Vom 25. Oktober 1947 bis 16. Februar 1982 war sie erstes weibliches Mitglied des Repräsentantenhauses und die einzige Frau, die in den nachfolgenden Wahlen jeweils wiedergewählt wurde. In den nachfolgenden Jahren war sie auch immer wieder Vertreterin der LP auf internationalen Treffen und Konferenzen.

## Ministerin
In der ersten Regierung von Dom Mintoff vom 11. März 1955 bis zum Beginn der Verfassungskrise am 26. April 1958 war sie Erziehungsministerin. In diesem Amt setzte sie sich nachhaltig für eine dauerhafte Einführung der Schulpflicht ein. Während dieser Kampagne wurden Hunderte von Lehrern eingestellt und ausgebildet. Während der Verfassungskrise wurde sie wegen ihrer wiederholten Kritik am Einfluss der Kolonialmacht Großbritannien und wegen Streikaufrufs verhaftet und zu 43 Tagen Haft verurteilt.
Das Amt der Erziehungsministerin bekleidete sie erneut im zweiten Kabinett von Mintoff vom 21. Juni 1971 bis zum 30. September 1974. Mintoff berief Agatha Barbara am 30. September 1974 als Ministerin für Arbeit, Kultur und Wohlfahrt in sein drittes Kabinett. Während dieser Zeit war sie zeitweise auch amtierende Premierministerin als Vertreterin von Mintoff.

## Präsidentin von Malta
Nach mehreren Wahlgängen und einer dreimonatigen Interimspräsidentschaft von Albert Hyzler wurde Agatha Barbara am 16. Februar 1982 zur ersten Frau im Präsidentenamt Maltas gewählt. Dieses Amt bekleidete sie bis zum Ablauf der fünfjährigen verfassungsmäßigen Amtszeit am 15. Februar 1987.